# 심념처
심념처(心念處)는 초기불교의 수행법인 7과 37도품 중 첫 번째 과인 4념처(四念處: 신념처 · 수념처 · 심념처 · 법념처)의 세 번째 수행법으로, 심(心) 즉 마음을 관찰하는 알아차림(sati, 사띠) 수행 또는 명상법을 말한다.
남방불교의 대표적인 4념처 관련 경전들인, 팔리어 경전의 〈대념처경〉과 〈염처경〉에 따르면 구체적인 16가지 수행법이 있다. 이 16가지 수행법은 전체로 한 세트를 이루는데, 세트 전체에 대해 자신의 마음을 관찰하는 것, 다른 사람의 마음을 관찰하는 것, 자신과 다른 사람의 마음을 교대로 관찰하는 것으로 구성되어 있다. 그런 후 무상(생멸, 일어남과 사라짐) 관찰 수행과 무아 관찰 수행으로 마무리된다.
이러한 구성은 구체적인 9가지 수행법이 있는 수념처와 그 구성이 동일하다. 이에 비해 신념처의 14가지 구체적 수행법이 각각마다 자신의 몸을 관찰하는 것, 다른 사람의 몸을 관찰하는 것, 자신과 다른 사람의 몸을 교대로 관찰하는 것, 무상을 관찰하는 것, 무아를 관찰하는 것으로 이루어진 것과는 대비된다.
〈대념처경〉에 나타나는 심념처의 내용, 즉, 구체적 수행법은 다음과 같다.
1. 탐욕이 있음에 대한 알아차림
2. 탐욕이 없음에 대한 알아차림
3. 분노가 있음에 대한 알아차림
4. 분노가 없음에 대한 알아차림
5. 어리석음이 있음에 대한 알아차림
6. 어리석음이 없음에 대한 알아차림
7. 위축됨이 있음에 대한 알아차림[2]
8. 산란함이 있음에 대한 알아차림[3]
9. 넓은 마음이 있음에 대한 알아차림
10. 넓은 마음이 없음에 대한 알아차림
11. 우월한 마음이 있음에 대한 알아차림
12. 우월한 마음이 없음에 대한 알아차림
13. 고요한 마음이 있음에 대한 알아차림
14. 고요한 마음이 없음에 대한 알아차림
15. 해탈한 마음이 있음에 대한 알아차림
16. 해탈한 마음이 없음에 대한 알아차림

## 출전
심념처 수행법이 나오는 경전과 논서는 다음과 같다.
남방 부파불교 경전
- 팔리어 경전 중 《디가 니까야》 제22경 〈대념처경〉(大念處經, Mahāsatipaṭṭhāna Sutta)[4][5][6][7][8]
- 팔리어 경전 중 《맛지마 니까야》 제10경 〈염처경〉(念處經, Satipaṭṭhāna Sutta)[9][10][11][12][13]

북방 부파불교 경론
- 한역 경전 중 《중아함경》 제24권 제98경 〈염처경〉(念處經)[14][15]

대승 경론
- 한역 경전 중 《좌선삼매경》(坐禪三昧經)  제2권[16][17]
- 한역 논서 중 《대지도론》(大智度論) 제19권[18][19]
- 한역 논서 중《유가사지론》(瑜伽師地論) 제28권[20]

## 심념처의 심(마음)
상좌부의 아비담마에 따르면 마음이란 욕계 · 색계 · 무색계 · 출세간에 속한 총 89가지의 마음을 말한다. 그리고 이 89가지 마음은 모두 대상의 인식이라는 동일한 본질적인 성질을 가지기 때문에 실제로는 하나의 마음이다. 즉, 89가지 마음이란 하나의 마음의 89가지 유형 또는 상태이다. 설일체유부의 아비달마에서도, 마음이란 안식 · 이식 · 비식 · 설식 · 신식 · 의식의 6식인데 6식은 하나의 마음의 여섯 가지 측면이라고 말하고 있다. 대승불교에서는 안식 · 이식 · 비식 · 설식 · 신식 · 의식 · 말나식 · 아뢰야식의 8식의 체가 하나라는 견해와 서로 별개라는 견해가 있다. 
팔리어 경전 〈대념처경〉과 〈염처경〉의 주석서에 따르면, 심념처에 나오는 여러 마음은 아비담마처럼 법을 제시하고 해설하여 알게 하는 것이 아니고 실제의 관찰 수행이므로, 즉, 마음이 무상이고 괴로움이고 공이고 무아임을 알아  출세간에 이르기 위한 것이기 때문에, 관찰 대상으로 출세간법이 포함되지는 않는다. 출세간이란 3계를 벗어난 것, 즉, 수다원 · 사다함 · 아나함 · 아라한 · 보살(초지~십지) · 붓다의 무루의 마음을 말한다. 예를 들어, 탐욕이 없는 마음이나 해탈한 마음을 알아차리라고 해서 붓다의 탐욕이 없는 마음이나 보살 또는 수다원의 탐욕이 없는 마음을 관찰하여 알아차리라는 것은 아니다.
그리고 심념처의 마음의 관찰은 식온 즉 마음의 무더기에 대한 관찰이지 찰나의 마음에 대한 관찰은 아니다. 아비달마 또는 아비담마에서 다루는, 인식과정에서 발생하는 촉이나 오문전향의 마음과 같은 개별 찰나의 마음을 관찰하라는 것이 아니다. 마음의 무더기 즉 식온의 발생과 소멸을 실천적으로 관찰하는 것, 실천적으로 무상을 깨닫는 것이 목적이다. 다만, 경전에서 설하고 아비달마 또는 아비담마에서 자세히 밝히고 있듯이, 근경식의 3사화합에 의해 즉 개별 존재로서의 근 · 경 · 식이 화합할 때 비로소 식이 존재하게 된다는 것은 유념할 필요가 있다. 안근 · 이근 · 비근 · 설근 · 신근 · 의근(마노)에 속한 마음(식, 알음알이, 앎, 요별), 즉 6근에 속한 안식 · 이식 · 비식 · 설식 · 신식 · 의식이 발생하는 것이 아니라 이들 6근과는 별개의 존재인 안식 · 이식 · 비식 · 설식 · 신식 · 의식이 상황조건(인연)에 따라 그때 그때 발생하고 그 상황조건이 끝나면 그때 그때 소멸한다는 것을 잊지 않고 있는 것은 마음의 실체 없음 즉 마음이 무상이고 괴로움이고 공이고 무아임을 자각하는데 있어 필요한 부분이다. 달리 말해, 18계의 18가지 법이 서로 간에 모두 별개라는 것을 잊지 않는 것이 필요하다. 특히, 의근(의계)과 의식(의식계, 제6의식, 확정적인 앎, 유분별, 심려결탁)이 서로 별개의 법이라는 것을 잊지 않는 것이 필요하다. 그리고 심념처의 심(마음)은 의근(의계)이 아니라 의식(의식계)을, 보다 정확히는, 6근이 아니라 6식을 말하고 있는 것임을 기억할 필요가 있다.
또한 심념처의 관찰 대상인 마음은 반드시 탐 · 진 · 치 · 무탐 · 무진 · 무치 등의 각종 마음작용(심소법, 마음부수)과 상응하여 존재하고, 또한 이들 마음작용을 통해서만 마음(앎, 식)이 있음을 비로소 알 수 있고 또 특정 마음작용과 상응하고 있는 마음만이 현실의 삶의 생생한 실제의 마음이기 때문에, '탐욕이 있는 마음' 즉 '탐을 직접적인 원인으로 하며 다른 마음작용들을 조건으로 하는, 특정 현실에서의 마음의 무더기' 등을 관찰하는 것임을 유념할 필요가 있다. 그리고 이와 같은 현실의 실제 마음의 내용이 곧 우리 자신이고 나의 현재 상태이다.
그리고 '탐욕이 있는 마음', '탐욕이 없는 마음', '해탈한 마음' 등이라고 할 때, 이들이 어떤 상태의 마음을 뜻하는 것인지 파악하기 위해서는 북방 부파불교(설일체유부, 경량부)의 아비달마, 대승의 아비달마 또는 남방 부파불교(상좌부)의 아비담마를 참조하는 것이 필요하다. 모두 많은 도움이 되는데, 사실상 이들에 의존하지 않고서는 파악이 불가능하다. 이들 중 상좌부의 아비담마는 심념처와 밀접한 연결이 있어 직접적인 도움이 된다.

## 대념처경과 염처경의 수행법
팔리어 경전의 〈대념처경〉과 〈염처경〉 그리고 그 주석서에 따르면 심념처 수행법은 아래와 같다.

### 1. 탐욕이 있음에 대한 알아차림
비구들이여, 어떻게 비구가 마음에서 마음을 관찰하며[心隨觀] 머무는가? 비구들이여, 여기 비구는 
① 탐욕이 있는 마음을 탐욕이 있는 마음이라 알아차린다. 탐욕을 여읜 마음을 탐욕이 없는 마음이라 알아차린다.
② 성냄이 있는 마음을 성냄이 있는 마음이라 알아차린다. 성냄을 여읜 마음을 성냄이 없는 마음이라 알아차린다.
③ 미혹이 있는 마음을 미혹이 있는 마음이라 알아차린다. 미혹을 여읜 마음을 미혹이 없는 마음이라 알아차린다.
④ 위축된 마음을 위축된 마음이라 알아차린다. 산란한 마음을 산란한 마음이라 알아차린다.
⑤ 고귀한 마음을 고귀한 마음이라 알아차린다. 고귀하지 않은 마음을 고귀하지 않은 마음이라 알아차린다.
⑥ [아직도] 위가 남아 있는 마음을 [아직도] 위가 남아 있는 마음이라 알아차린다. [더 이상] 위가 없는[無上心] 마음을 [더 이상] 위가 없는 마음이라 알아차린다.
⑦ 삼매에 든 마음을 삼매에 든 마음이라 알아차린다. 삼매에 들지 않은 마음을 삼매에 들지 않은 마음이라 알아차린다.
⑧ 해탈한 마음을 해탈한 마음이라 알아차린다. 해탈하지 않은 마음을 해탈하지 않은 마음이라 알아차린다.

 — 각묵스님 옮김(2015) 《디가 니까야》 제2권 제22경 〈대념처경〉 초기불전연구원. pp.512~513. 편집자가 용어 일부 변경
수동적 주의집중을 유지한 상태로, 욕계 마음에 속한, 8가지 탐욕에 뿌리박은 해로운 마음이 있을 때 탐욕이 있는 마음이라 알아차린다.
1. 수동적 주의집중을 유지한 상태로, 기쁨[喜]이 함께한, 사견과 결합한, 자극받지 않은 마음이 있을 때 '기쁨이 함께한, 사견과 결합한, 자극받지 않은, 탐욕이 있는 해로운 마음이 있다'고 알아차린다.

예를 들어,
  - 인과(업과 업의 과보)에 대해 무지한 상태여서 도둑질을 하는 것이 아무런 문제가 없다고 여기고 있는데, 어떤 물건을 보자 자발적으로 욕심이 생겨 도둑질을 하면서 짜릿한 기쁨을 느낄 때를 말한다.
  - 인과(업과 업의 과보)가 없다고 믿고 있는 상태여서 도둑질을 하는 것이 아무런 문제가 없다고 여기고 있는데, 어떤 물건을 보고  자발적으로 욕심이 생겨 도둑질을 하면서 짜릿한 기쁨을 느낄 때를 말한다.
  - 인과(업과 업의 과보)에 대해 무지하거나 인과를 부정하는 견해를 가진 상태에서, 10악 중 살생(殺生, 살아있는 중생을 죽이는 행동), 투도(偸盜, 도둑질 · 사기 · 횡령), 사음(邪婬, 애인·배우자 이외의 사람과 부정한 성교행위), 망어(妄語, 속일 목적으로 행해지는 거짓말), 양설(兩舌, 이간질 · 고자질 · 불필요한 참견), 악구(惡口, 괴롭힘·따돌림 · 욕설·비방·모욕 · 악성댓글), 기어(綺語, 진실과는 거리가 먼 교묘하게 날조된·꾸며진 말)를 자발적으로 행하면서 자신이 장차 얻을 이익 또는 현재 얻고 있는 이익을 생각하며 기쁨을 느낄 때를 말한다.
2. 수동적 주의집중을 유지한 상태로, 기쁨[喜]이 함께한, 사견과 결합한, 자극받은 마음이 있을 때 '기쁨이 함께한, 사견과 결합한, 자극받은, 탐욕이 있는 해로운 마음이 있다'고 알아차린다.

예를 들어,
  - 인과(업과 업의 과보)에 대해 무지한 상태여서 도둑질을 하는 것이 아무런 문제가 없다고 여기고 있는데, 어떤 물건을 보자 욕심이 생겼는데 혼자였으면 하지 않았겠지만 친구가 훔쳐 네 것으로 가져라고 말해서 도둑질을 하면서 짜릿한 기쁨을 느낄 때를 말한다.
  - 인과(업과 업의 과보)가 없다고 믿고 있는 상태여서 도둑질을 하는 것이 아무런 문제가 없다고 여기고 있는데, 어떤 물건을 보자 욕심이 생겼는데 혼자였으면 하지 않았겠지만 친구가 훔쳐 네 것으로 가져라고 말해서 도둑질을 하면서 짜릿한 기쁨을 느낄 때를 말한다.
  - 인과(업과 업의 과보)에 대해 무지하거나 인과를 부정하는 견해를 가진 상태에서, 10악 중 살생(殺生, 살아있는 중생을 죽이는 행동), 투도(偸盜, 도둑질 · 사기 · 횡령), 사음(邪婬, 애인·배우자 이외의 사람과 부정한 성교행위), 망어(妄語, 속일 목적으로 행해지는 거짓말), 양설(兩舌, 이간질 · 고자질 · 불필요한 참견), 악구(惡口, 괴롭힘·따돌림 · 욕설·비방·모욕 · 악성댓글), 기어(綺語, 진실과는 거리가 먼 교묘하게 날조된·꾸며진 말)를 다른 사람이나 드라마 · 영화 · 광고 등의 권유 · 설득 · 회유 · 사주에 자극 받아 행하면서 자신이 장차 얻을 이익 또는 현재 얻고 있는 이익을 생각하며 기쁨을 느낄 때를 말한다.
3. 수동적 주의집중을 유지한 상태로, 기쁨[喜]이 함께한, 사견과 결합하지 않은, 자극받지 않은 마음이 있을 때 '기쁨이 함께한, 사견과 결합하지 않은, 자극받지 않은, 탐욕이 있는 해로운 마음이 있다'고 알아차린다.

예를 들어,
  - 인과(업과 업의 과보)에 대해 알거나 믿고 있는 상태여서 도둑질을 하는 것이 나쁜 과보를 가져올 것이라고 여기고 있는데, 어떤 물건을 보자 자발적으로 욕심이 생겨 도둑질을 하면서 짜릿한 기쁨을 느낄 때를 말한다.
  - 인과(업과 업의 과보)에 대해 알거나 믿고 있는 상태여서 10악이 나쁜 과보를 가져올 것이라 여기고 있으면서도, 10악 중 살생(殺生, 살아있는 중생을 죽이는 행동), 투도(偸盜, 도둑질 · 사기 · 횡령), 사음(邪婬, 애인·배우자 이외의 사람과 부정한 성교행위), 망어(妄語, 속일 목적으로 행해지는 거짓말), 양설(兩舌, 이간질 · 고자질 · 불필요한 참견), 악구(惡口, 괴롭힘·따돌림 · 욕설·비방·모욕 · 악성댓글), 기어(綺語, 진실과는 거리가 먼 교묘하게 날조된·꾸며진 말)를 자발적으로 행하면서 자신이 장차 얻을 이익 또는 현재 얻고 있는 이익을 생각하며 기쁨을 느낄 때를 말한다.
4. 수동적 주의집중을 유지한 상태로, 기쁨[喜]이 함께한, 사견과 결합하지 않은, 자극받은 마음이 있을 때 '기쁨이 함께한, 사견과 결합하지 않은, 자극받은, 탐욕이 있는 해로운 마음이 있다'고 알아차린다.

예를 들어,
  - 인과(업과 업의 과보)에 대해 알거나 믿고 있는 상태여서 도둑질을 하는 것이 나쁜 과보를 가져올 것이라고 여기고 있는데, 어떤 물건을 보자 욕심이 생겼는데 혼자였으면 하지 않았겠지만 친구가 훔쳐 네 것으로 가져라고 말해서 도둑질을 하면서 짜릿한 기쁨을 느낄 때를 말한다.
  - 인과(업과 업의 과보)에 대해 알거나 믿고 있는 상태여서 10악이 나쁜 과보를 가져올 것이라 여기고 있으면서도, 10악 중 살생(殺生, 살아있는 중생을 죽이는 행동), 투도(偸盜, 도둑질 · 사기 · 횡령), 사음(邪婬, 애인·배우자 이외의 사람과 부정한 성교행위), 망어(妄語, 속일 목적으로 행해지는 거짓말), 양설(兩舌, 이간질 · 고자질 · 불필요한 참견), 악구(惡口, 괴롭힘·따돌림 · 욕설·비방·모욕 · 악성댓글), 기어(綺語, 진실과는 거리가 먼 교묘하게 날조된·꾸며진 말)를 다른 사람이나 드라마 · 영화 · 광고 등의 권유 · 설득 · 회유 · 사주에 자극 받아 행하면서 자신이 장차 얻을 이익 또는 현재 얻고 있는 이익을 생각하며 기쁨을 느낄 때를 말한다.
5. 수동적 주의집중을 유지한 상태로, 평온[捨]이 함께한, 사견과 결합한, 자극받지 않은 마음이 있을 때 '평온이 함께한, 사견과 결합한, 자극받지 않은, 탐욕이 있는 해로운 마음이 있다'고 알아차린다.

예를 들어,
  - 인과(업과 업의 과보)에 대해 무지한 상태여서 도둑질을 하는 것이 아무런 문제가 없다고 여기고 있는데, 어떤 물건을 보자 자발적으로 욕심이 생겨 도둑질을 하지만 이제는 도둑질에서 짜릿한 기쁨을 느끼지 못할 때를 말한다.
  - 인과(업과 업의 과보)가 없다고 믿고 있는 상태여서 도둑질을 하는 것이 아무런 문제가 없다고 여기고 있는데, 어떤 물건을 보고  자발적으로 욕심이 생겨 도둑질을 하지만 이제는 도둑질에서 짜릿한 기쁨을 느끼지 못할 때를 말한다.
  - 인과(업과 업의 과보)에 대해 무지하거나 인과를 부정하는 견해를 가진 상태에서, 10악 중 살생(殺生, 살아있는 중생을 죽이는 행동), 투도(偸盜, 도둑질 · 사기 · 횡령), 사음(邪婬, 애인·배우자 이외의 사람과 부정한 성교행위), 망어(妄語, 속일 목적으로 행해지는 거짓말), 양설(兩舌, 이간질 · 고자질 · 불필요한 참견), 악구(惡口, 괴롭힘·따돌림 · 욕설·비방·모욕 · 악성댓글), 기어(綺語, 진실과는 거리가 먼 교묘하게 날조된·꾸며진 말)를 자발적으로 행하면서 자신이 장차 얻을 이익 또는 현재 얻고 있는 이익을 생각하지만 습관이 되어서건 혹은 들켜서 받게 될 법적 형벌이 무서워서건 혹은 다른 이유에서건 기쁨을 느끼지 못할 때를 말한다.
6. 수동적 주의집중을 유지한 상태로, 평온[捨]이 함께한, 사견과 결합한, 자극받은 마음이 있을 때 '평온이 함께한, 사견과 결합한, 자극받은, 탐욕이 있는 해로운 마음이 있다'고 알아차린다.

예를 들어,
  - 인과(업과 업의 과보)에 대해 무지한 상태여서 도둑질을 하는 것이 아무런 문제가 없다고 여기고 있는데, 어떤 물건을 보자 욕심이 생겼는데 혼자였으면 하지 않았겠지만 친구가 훔쳐 네 것으로 가져라고 말해서 도둑질을 하지만 이제는 도둑질에서 짜릿한 기쁨을 느끼지 못할 때를 말한다.
  - 인과(업과 업의 과보)가 없다고 믿고 있는 상태여서 도둑질을 하는 것이 아무런 문제가 없다고 여기고 있는데, 어떤 물건을 보자 욕심이 생겼는데 혼자였으면 하지 않았겠지만 친구가 훔쳐 네 것으로 가져라고 말해서 도둑질을 하지만 이제는 도둑질에서 짜릿한 기쁨을 느끼지 못할 때를 말한다.
  - 인과(업과 업의 과보)에 대해 무지하거나 인과를 부정하는 견해를 가진 상태에서, 10악 중 살생(殺生, 살아있는 중생을 죽이는 행동), 투도(偸盜, 도둑질 · 사기 · 횡령), 사음(邪婬, 애인·배우자 이외의 사람과 부정한 성교행위), 망어(妄語, 속일 목적으로 행해지는 거짓말), 양설(兩舌, 이간질 · 고자질 · 불필요한 참견), 악구(惡口, 괴롭힘·따돌림 · 욕설·비방·모욕 · 악성댓글), 기어(綺語, 진실과는 거리가 먼 교묘하게 날조된·꾸며진 말)를 다른 사람이나 드라마 · 영화 · 광고 등의 권유 · 설득 · 회유 · 사주에 자극 받아 행하면서 자신이 장차 얻을 이익 또는 현재 얻고 있는 이익을 생각하지만 습관이 되어서건 혹은 들켜서 받게 될 법적 형벌이 무서워서건 혹은 다른 이유에서건 기쁨을 느끼지 못할 때를 말한다.
7. 수동적 주의집중을 유지한 상태로, 평온[捨]이 함께한, 사견과 결합하지 않은, 자극받지 않은 마음이 있을 때 '평온이 함께한, 사견과 결합하지 않은, 자극받지 않은, 탐욕이 있는 해로운 마음이 있다'고 알아차린다.

예를 들어,
  - 인과(업과 업의 과보)에 대해 알거나 믿고 있는 상태여서 도둑질을 하는 것이 나쁜 과보를 가져올 것이라고 여기고 있는데, 어떤 물건을 보자 자발적으로 욕심이 생겨 도둑질을 하지만 이제는 도둑질에서 짜릿한 기쁨을 느끼지 못할 때를 말한다.
  - 인과(업과 업의 과보)에 대해 알거나 믿고 있는 상태여서 도둑질을 하는 것이 나쁜 과보를 가져올 것이라고 여기고 있는데, 어떤 물건을 보자 자발적으로 욕심이 생겨 도둑질을 하지만 이제는 도둑질에서 짜릿한 기쁨을 느끼지 못할 때를 말한다.
  - 인과(업과 업의 과보)에 대해 알거나 믿고 있는 상태여서 10악이 나쁜 과보를 가져올 것이라 여기고 있으면서도, 10악 중 살생(殺生, 살아있는 중생을 죽이는 행동), 투도(偸盜, 도둑질 · 사기 · 횡령), 사음(邪婬, 애인·배우자 이외의 사람과 부정한 성교행위), 망어(妄語, 속일 목적으로 행해지는 거짓말), 양설(兩舌, 이간질 · 고자질 · 불필요한 참견), 악구(惡口, 괴롭힘·따돌림 · 욕설·비방·모욕 · 악성댓글), 기어(綺語, 진실과는 거리가 먼 교묘하게 날조된·꾸며진 말)를 자발적으로 행하면서 자신이 장차 얻을 이익 또는 현재 얻고 있는 이익을 생각하지만 죄의식이 들어서건 혹은 남에게 들킬까 두려워서건 혹은 미래의 과보가 걱정되어서건 혹은 습관이 되어서건 혹은 다른 이유에서건 기쁨을 느끼지 못할 때를 말한다.
8. 수동적 주의집중을 유지한 상태로, 평온[捨]이 함께한, 사견과 결합하지 않은, 자극받은 마음이 있을 때 '평온이 함께한, 사견과 결합하지 않은, 자극받은, 탐욕이 있는 해로운 마음이 있다'고 알아차린다.

예를 들어,
  - 인과(업과 업의 과보)에 대해 알거나 믿고 있는 상태여서 도둑질을 하는 것이 나쁜 과보를 가져올 것이라고 여기고 있는데, 어떤 물건을 보자 욕심이 생겼는데 혼자였으면 하지 않았겠지만 친구가 훔쳐 네 것으로 가져라고 말해서 도둑질을 하지만 이제는 도둑질에서 짜릿한 기쁨을 느끼지 못할 때를 말한다.
  - 인과(업과 업의 과보)에 대해 알거나 믿고 있는 상태여서 도둑질을 하는 것이 나쁜 과보를 가져올 것이라고 여기고 있는데, 어떤 물건을 보자 욕심이 생겼는데 혼자였으면 하지 않았겠지만 친구가 훔쳐 네 것으로 가져라고 말해서 도둑질을 하지만 이제는 도둑질에서 짜릿한 기쁨을 느끼지 못할 때를 말한다.
  - 인과(업과 업의 과보)에 대해 알거나 믿고 있는 상태여서 10악이 나쁜 과보를 가져올 것이라 여기고 있으면서도, 10악 중 살생(殺生, 살아있는 중생을 죽이는 행동), 투도(偸盜, 도둑질 · 사기 · 횡령), 사음(邪婬, 애인·배우자 이외의 사람과 부정한 성교행위), 망어(妄語, 속일 목적으로 행해지는 거짓말), 양설(兩舌, 이간질 · 고자질 · 불필요한 참견), 악구(惡口, 괴롭힘·따돌림 · 욕설·비방·모욕 · 악성댓글), 기어(綺語, 진실과는 거리가 먼 교묘하게 날조된·꾸며진 말)를 다른 사람이나 드라마 · 영화 · 광고 등의 권유 · 설득 · 회유 · 사주에 자극 받아 행하면서 자신이 장차 얻을 이익 또는 현재 얻고 있는 이익을 생각하지만 죄의식이 들어서건 혹은 남에게 들킬까 두려워서건 혹은 미래의 과보가 걱정되어서건 혹은 습관이 되어서건 혹은 다른 이유에서건 기쁨을 느끼지 못할 때를 말한다.

### 2. 탐욕이 없음에 대한 알아차림
비구들이여, 어떻게 비구가 마음에서 마음을 관찰하며[心隨觀] 머무는가? 비구들이여, 여기 비구는 
① 탐욕이 있는 마음을 탐욕이 있는 마음이라 알아차린다. 탐욕을 여읜 마음을 탐욕이 없는 마음이라 알아차린다.
② 성냄이 있는 마음을 성냄이 있는 마음이라 알아차린다. 성냄을 여읜 마음을 성냄이 없는 마음이라 알아차린다.
③ 미혹이 있는 마음을 미혹이 있는 마음이라 알아차린다. 미혹을 여읜 마음을 미혹이 없는 마음이라 알아차린다.
④ 위축된 마음을 위축된 마음이라 알아차린다. 산란한 마음을 산란한 마음이라 알아차린다.
⑤ 고귀한 마음을 고귀한 마음이라 알아차린다. 고귀하지 않은 마음을 고귀하지 않은 마음이라 알아차린다.
⑥ [아직도] 위가 남아 있는 마음을 [아직도] 위가 남아 있는 마음이라 알아차린다. [더 이상] 위가 없는[無上心] 마음을 [더 이상] 위가 없는 마음이라 알아차린다.
⑦ 삼매에 든 마음을 삼매에 든 마음이라 알아차린다. 삼매에 들지 않은 마음을 삼매에 들지 않은 마음이라 알아차린다.
⑧ 해탈한 마음을 해탈한 마음이라 알아차린다. 해탈하지 않은 마음을 해탈하지 않은 마음이라 알아차린다.

 — 각묵스님 옮김(2015) 《디가 니까야》 제2권 제22경 〈대념처경〉 초기불전연구원. pp.512~513. 편집자가 용어 일부 변경

### 3. 분노가 있음에 대한 알아차림
비구들이여, 어떻게 비구가 마음에서 마음을 관찰하며[心隨觀] 머무는가? 비구들이여, 여기 비구는 
① 탐욕이 있는 마음을 탐욕이 있는 마음이라 알아차린다. 탐욕을 여읜 마음을 탐욕이 없는 마음이라 알아차린다.
② 성냄이 있는 마음을 성냄이 있는 마음이라 알아차린다. 성냄을 여읜 마음을 성냄이 없는 마음이라 알아차린다.
③ 미혹이 있는 마음을 미혹이 있는 마음이라 알아차린다. 미혹을 여읜 마음을 미혹이 없는 마음이라 알아차린다.
④ 위축된 마음을 위축된 마음이라 알아차린다. 산란한 마음을 산란한 마음이라 알아차린다.
⑤ 고귀한 마음을 고귀한 마음이라 알아차린다. 고귀하지 않은 마음을 고귀하지 않은 마음이라 알아차린다.
⑥ [아직도] 위가 남아 있는 마음을 [아직도] 위가 남아 있는 마음이라 알아차린다. [더 이상] 위가 없는[無上心] 마음을 [더 이상] 위가 없는 마음이라 알아차린다.
⑦ 삼매에 든 마음을 삼매에 든 마음이라 알아차린다. 삼매에 들지 않은 마음을 삼매에 들지 않은 마음이라 알아차린다.
⑧ 해탈한 마음을 해탈한 마음이라 알아차린다. 해탈하지 않은 마음을 해탈하지 않은 마음이라 알아차린다.

 — 각묵스님 옮김(2015) 《디가 니까야》 제2권 제22경 〈대념처경〉 초기불전연구원. pp.512~513. 편집자가 용어 일부 변경

### 4. 분노가 없음에 대한 알아차림
비구들이여, 어떻게 비구가 마음에서 마음을 관찰하며[心隨觀] 머무는가? 비구들이여, 여기 비구는 
① 탐욕이 있는 마음을 탐욕이 있는 마음이라 알아차린다. 탐욕을 여읜 마음을 탐욕이 없는 마음이라 알아차린다.
② 성냄이 있는 마음을 성냄이 있는 마음이라 알아차린다. 성냄을 여읜 마음을 성냄이 없는 마음이라 알아차린다.
③ 미혹이 있는 마음을 미혹이 있는 마음이라 알아차린다. 미혹을 여읜 마음을 미혹이 없는 마음이라 알아차린다.
④ 위축된 마음을 위축된 마음이라 알아차린다. 산란한 마음을 산란한 마음이라 알아차린다.
⑤ 고귀한 마음을 고귀한 마음이라 알아차린다. 고귀하지 않은 마음을 고귀하지 않은 마음이라 알아차린다.
⑥ [아직도] 위가 남아 있는 마음을 [아직도] 위가 남아 있는 마음이라 알아차린다. [더 이상] 위가 없는[無上心] 마음을 [더 이상] 위가 없는 마음이라 알아차린다.
⑦ 삼매에 든 마음을 삼매에 든 마음이라 알아차린다. 삼매에 들지 않은 마음을 삼매에 들지 않은 마음이라 알아차린다.
⑧ 해탈한 마음을 해탈한 마음이라 알아차린다. 해탈하지 않은 마음을 해탈하지 않은 마음이라 알아차린다.

 — 각묵스님 옮김(2015) 《디가 니까야》 제2권 제22경 〈대념처경〉 초기불전연구원. pp.512~513. 편집자가 용어 일부 변경

### 5. 어리석음이 있음에 대한 알아차림
비구들이여, 어떻게 비구가 마음에서 마음을 관찰하며[心隨觀] 머무는가? 비구들이여, 여기 비구는 
① 탐욕이 있는 마음을 탐욕이 있는 마음이라 알아차린다. 탐욕을 여읜 마음을 탐욕이 없는 마음이라 알아차린다.
② 성냄이 있는 마음을 성냄이 있는 마음이라 알아차린다. 성냄을 여읜 마음을 성냄이 없는 마음이라 알아차린다.
③ 미혹이 있는 마음을 미혹이 있는 마음이라 알아차린다. 미혹을 여읜 마음을 미혹이 없는 마음이라 알아차린다.
④ 위축된 마음을 위축된 마음이라 알아차린다. 산란한 마음을 산란한 마음이라 알아차린다.
⑤ 고귀한 마음을 고귀한 마음이라 알아차린다. 고귀하지 않은 마음을 고귀하지 않은 마음이라 알아차린다.
⑥ [아직도] 위가 남아 있는 마음을 [아직도] 위가 남아 있는 마음이라 알아차린다. [더 이상] 위가 없는[無上心] 마음을 [더 이상] 위가 없는 마음이라 알아차린다.
⑦ 삼매에 든 마음을 삼매에 든 마음이라 알아차린다. 삼매에 들지 않은 마음을 삼매에 들지 않은 마음이라 알아차린다.
⑧ 해탈한 마음을 해탈한 마음이라 알아차린다. 해탈하지 않은 마음을 해탈하지 않은 마음이라 알아차린다.

 — 각묵스님 옮김(2015) 《디가 니까야》 제2권 제22경 〈대념처경〉 초기불전연구원. pp.512~513. 편집자가 용어 일부 변경

### 6. 어리석음이 없음에 대한 알아차림
비구들이여, 어떻게 비구가 마음에서 마음을 관찰하며[心隨觀] 머무는가? 비구들이여, 여기 비구는 
① 탐욕이 있는 마음을 탐욕이 있는 마음이라 알아차린다. 탐욕을 여읜 마음을 탐욕이 없는 마음이라 알아차린다.
② 성냄이 있는 마음을 성냄이 있는 마음이라 알아차린다. 성냄을 여읜 마음을 성냄이 없는 마음이라 알아차린다.
③ 미혹이 있는 마음을 미혹이 있는 마음이라 알아차린다. 미혹을 여읜 마음을 미혹이 없는 마음이라 알아차린다.
④ 위축된 마음을 위축된 마음이라 알아차린다. 산란한 마음을 산란한 마음이라 알아차린다.
⑤ 고귀한 마음을 고귀한 마음이라 알아차린다. 고귀하지 않은 마음을 고귀하지 않은 마음이라 알아차린다.
⑥ [아직도] 위가 남아 있는 마음을 [아직도] 위가 남아 있는 마음이라 알아차린다. [더 이상] 위가 없는[無上心] 마음을 [더 이상] 위가 없는 마음이라 알아차린다.
⑦ 삼매에 든 마음을 삼매에 든 마음이라 알아차린다. 삼매에 들지 않은 마음을 삼매에 들지 않은 마음이라 알아차린다.
⑧ 해탈한 마음을 해탈한 마음이라 알아차린다. 해탈하지 않은 마음을 해탈하지 않은 마음이라 알아차린다.

 — 각묵스님 옮김(2015) 《디가 니까야》 제2권 제22경 〈대념처경〉 초기불전연구원. pp.512~513. 편집자가 용어 일부 변경

### 7. 위축됨이 있음에 대한 알아차림
비구들이여, 어떻게 비구가 마음에서 마음을 관찰하며[心隨觀] 머무는가? 비구들이여, 여기 비구는 
① 탐욕이 있는 마음을 탐욕이 있는 마음이라 알아차린다. 탐욕을 여읜 마음을 탐욕이 없는 마음이라 알아차린다.
② 성냄이 있는 마음을 성냄이 있는 마음이라 알아차린다. 성냄을 여읜 마음을 성냄이 없는 마음이라 알아차린다.
③ 미혹이 있는 마음을 미혹이 있는 마음이라 알아차린다. 미혹을 여읜 마음을 미혹이 없는 마음이라 알아차린다.
④ 위축된 마음을 위축된 마음이라 알아차린다. 산란한 마음을 산란한 마음이라 알아차린다.
⑤ 고귀한 마음을 고귀한 마음이라 알아차린다. 고귀하지 않은 마음을 고귀하지 않은 마음이라 알아차린다.
⑥ [아직도] 위가 남아 있는 마음을 [아직도] 위가 남아 있는 마음이라 알아차린다. [더 이상] 위가 없는[無上心] 마음을 [더 이상] 위가 없는 마음이라 알아차린다.
⑦ 삼매에 든 마음을 삼매에 든 마음이라 알아차린다. 삼매에 들지 않은 마음을 삼매에 들지 않은 마음이라 알아차린다.
⑧ 해탈한 마음을 해탈한 마음이라 알아차린다. 해탈하지 않은 마음을 해탈하지 않은 마음이라 알아차린다.

 — 각묵스님 옮김(2015) 《디가 니까야》 제2권 제22경 〈대념처경〉 초기불전연구원. pp.512~513. 편집자가 용어 일부 변경

### 8. 산란함이 있음에 대한 알아차림
비구들이여, 어떻게 비구가 마음에서 마음을 관찰하며[心隨觀] 머무는가? 비구들이여, 여기 비구는 
① 탐욕이 있는 마음을 탐욕이 있는 마음이라 알아차린다. 탐욕을 여읜 마음을 탐욕이 없는 마음이라 알아차린다.
② 성냄이 있는 마음을 성냄이 있는 마음이라 알아차린다. 성냄을 여읜 마음을 성냄이 없는 마음이라 알아차린다.
③ 미혹이 있는 마음을 미혹이 있는 마음이라 알아차린다. 미혹을 여읜 마음을 미혹이 없는 마음이라 알아차린다.
④ 위축된 마음을 위축된 마음이라 알아차린다. 산란한 마음을 산란한 마음이라 알아차린다.
⑤ 고귀한 마음을 고귀한 마음이라 알아차린다. 고귀하지 않은 마음을 고귀하지 않은 마음이라 알아차린다.
⑥ [아직도] 위가 남아 있는 마음을 [아직도] 위가 남아 있는 마음이라 알아차린다. [더 이상] 위가 없는[無上心] 마음을 [더 이상] 위가 없는 마음이라 알아차린다.
⑦ 삼매에 든 마음을 삼매에 든 마음이라 알아차린다. 삼매에 들지 않은 마음을 삼매에 들지 않은 마음이라 알아차린다.
⑧ 해탈한 마음을 해탈한 마음이라 알아차린다. 해탈하지 않은 마음을 해탈하지 않은 마음이라 알아차린다.

 — 각묵스님 옮김(2015) 《디가 니까야》 제2권 제22경 〈대념처경〉 초기불전연구원. pp.512~513. 편집자가 용어 일부 변경

### 9. 넓은 마음이 있음에 대한 알아차림
비구들이여, 어떻게 비구가 마음에서 마음을 관찰하며[心隨觀] 머무는가? 비구들이여, 여기 비구는 
① 탐욕이 있는 마음을 탐욕이 있는 마음이라 알아차린다. 탐욕을 여읜 마음을 탐욕이 없는 마음이라 알아차린다.
② 성냄이 있는 마음을 성냄이 있는 마음이라 알아차린다. 성냄을 여읜 마음을 성냄이 없는 마음이라 알아차린다.
③ 미혹이 있는 마음을 미혹이 있는 마음이라 알아차린다. 미혹을 여읜 마음을 미혹이 없는 마음이라 알아차린다.
④ 위축된 마음을 위축된 마음이라 알아차린다. 산란한 마음을 산란한 마음이라 알아차린다.
⑤ 고귀한 마음을 고귀한 마음이라 알아차린다. 고귀하지 않은 마음을 고귀하지 않은 마음이라 알아차린다.
⑥ [아직도] 위가 남아 있는 마음을 [아직도] 위가 남아 있는 마음이라 알아차린다. [더 이상] 위가 없는[無上心] 마음을 [더 이상] 위가 없는 마음이라 알아차린다.
⑦ 삼매에 든 마음을 삼매에 든 마음이라 알아차린다. 삼매에 들지 않은 마음을 삼매에 들지 않은 마음이라 알아차린다.
⑧ 해탈한 마음을 해탈한 마음이라 알아차린다. 해탈하지 않은 마음을 해탈하지 않은 마음이라 알아차린다.

 — 각묵스님 옮김(2015) 《디가 니까야》 제2권 제22경 〈대념처경〉 초기불전연구원. pp.512~513. 편집자가 용어 일부 변경

### 10. 넓은 마음이 없음에 대한 알아차림
비구들이여, 어떻게 비구가 마음에서 마음을 관찰하며[心隨觀] 머무는가? 비구들이여, 여기 비구는 
① 탐욕이 있는 마음을 탐욕이 있는 마음이라 알아차린다. 탐욕을 여읜 마음을 탐욕이 없는 마음이라 알아차린다.
② 성냄이 있는 마음을 성냄이 있는 마음이라 알아차린다. 성냄을 여읜 마음을 성냄이 없는 마음이라 알아차린다.
③ 미혹이 있는 마음을 미혹이 있는 마음이라 알아차린다. 미혹을 여읜 마음을 미혹이 없는 마음이라 알아차린다.
④ 위축된 마음을 위축된 마음이라 알아차린다. 산란한 마음을 산란한 마음이라 알아차린다.
⑤ 고귀한 마음을 고귀한 마음이라 알아차린다. 고귀하지 않은 마음을 고귀하지 않은 마음이라 알아차린다.
⑥ [아직도] 위가 남아 있는 마음을 [아직도] 위가 남아 있는 마음이라 알아차린다. [더 이상] 위가 없는[無上心] 마음을 [더 이상] 위가 없는 마음이라 알아차린다.
⑦ 삼매에 든 마음을 삼매에 든 마음이라 알아차린다. 삼매에 들지 않은 마음을 삼매에 들지 않은 마음이라 알아차린다.
⑧ 해탈한 마음을 해탈한 마음이라 알아차린다. 해탈하지 않은 마음을 해탈하지 않은 마음이라 알아차린다.

 — 각묵스님 옮김(2015) 《디가 니까야》 제2권 제22경 〈대념처경〉 초기불전연구원. pp.512~513. 편집자가 용어 일부 변경

### 11. 우월한 마음이 있음에 대한 알아차림
비구들이여, 어떻게 비구가 마음에서 마음을 관찰하며[心隨觀] 머무는가? 비구들이여, 여기 비구는 
① 탐욕이 있는 마음을 탐욕이 있는 마음이라 알아차린다. 탐욕을 여읜 마음을 탐욕이 없는 마음이라 알아차린다.
② 성냄이 있는 마음을 성냄이 있는 마음이라 알아차린다. 성냄을 여읜 마음을 성냄이 없는 마음이라 알아차린다.
③ 미혹이 있는 마음을 미혹이 있는 마음이라 알아차린다. 미혹을 여읜 마음을 미혹이 없는 마음이라 알아차린다.
④ 위축된 마음을 위축된 마음이라 알아차린다. 산란한 마음을 산란한 마음이라 알아차린다.
⑤ 고귀한 마음을 고귀한 마음이라 알아차린다. 고귀하지 않은 마음을 고귀하지 않은 마음이라 알아차린다.
⑥ [아직도] 위가 남아 있는 마음을 [아직도] 위가 남아 있는 마음이라 알아차린다. [더 이상] 위가 없는[無上心] 마음을 [더 이상] 위가 없는 마음이라 알아차린다.
⑦ 삼매에 든 마음을 삼매에 든 마음이라 알아차린다. 삼매에 들지 않은 마음을 삼매에 들지 않은 마음이라 알아차린다.
⑧ 해탈한 마음을 해탈한 마음이라 알아차린다. 해탈하지 않은 마음을 해탈하지 않은 마음이라 알아차린다.

 — 각묵스님 옮김(2015) 《디가 니까야》 제2권 제22경 〈대념처경〉 초기불전연구원. pp.512~513. 편집자가 용어 일부 변경

### 12. 우월한 마음이 없음에 대한 알아차림
비구들이여, 어떻게 비구가 마음에서 마음을 관찰하며[心隨觀] 머무는가? 비구들이여, 여기 비구는 
① 탐욕이 있는 마음을 탐욕이 있는 마음이라 알아차린다. 탐욕을 여읜 마음을 탐욕이 없는 마음이라 알아차린다.
② 성냄이 있는 마음을 성냄이 있는 마음이라 알아차린다. 성냄을 여읜 마음을 성냄이 없는 마음이라 알아차린다.
③ 미혹이 있는 마음을 미혹이 있는 마음이라 알아차린다. 미혹을 여읜 마음을 미혹이 없는 마음이라 알아차린다.
④ 위축된 마음을 위축된 마음이라 알아차린다. 산란한 마음을 산란한 마음이라 알아차린다.
⑤ 고귀한 마음을 고귀한 마음이라 알아차린다. 고귀하지 않은 마음을 고귀하지 않은 마음이라 알아차린다.
⑥ [아직도] 위가 남아 있는 마음을 [아직도] 위가 남아 있는 마음이라 알아차린다. [더 이상] 위가 없는[無上心] 마음을 [더 이상] 위가 없는 마음이라 알아차린다.
⑦ 삼매에 든 마음을 삼매에 든 마음이라 알아차린다. 삼매에 들지 않은 마음을 삼매에 들지 않은 마음이라 알아차린다.
⑧ 해탈한 마음을 해탈한 마음이라 알아차린다. 해탈하지 않은 마음을 해탈하지 않은 마음이라 알아차린다.

 — 각묵스님 옮김(2015) 《디가 니까야》 제2권 제22경 〈대념처경〉 초기불전연구원. pp.512~513. 편집자가 용어 일부 변경

### 13. 고요한 마음이 있음에 대한 알아차림
비구들이여, 어떻게 비구가 마음에서 마음을 관찰하며[心隨觀] 머무는가? 비구들이여, 여기 비구는 
① 탐욕이 있는 마음을 탐욕이 있는 마음이라 알아차린다. 탐욕을 여읜 마음을 탐욕이 없는 마음이라 알아차린다.
② 성냄이 있는 마음을 성냄이 있는 마음이라 알아차린다. 성냄을 여읜 마음을 성냄이 없는 마음이라 알아차린다.
③ 미혹이 있는 마음을 미혹이 있는 마음이라 알아차린다. 미혹을 여읜 마음을 미혹이 없는 마음이라 알아차린다.
④ 위축된 마음을 위축된 마음이라 알아차린다. 산란한 마음을 산란한 마음이라 알아차린다.
⑤ 고귀한 마음을 고귀한 마음이라 알아차린다. 고귀하지 않은 마음을 고귀하지 않은 마음이라 알아차린다.
⑥ [아직도] 위가 남아 있는 마음을 [아직도] 위가 남아 있는 마음이라 알아차린다. [더 이상] 위가 없는[無上心] 마음을 [더 이상] 위가 없는 마음이라 알아차린다.
⑦ 삼매에 든 마음을 삼매에 든 마음이라 알아차린다. 삼매에 들지 않은 마음을 삼매에 들지 않은 마음이라 알아차린다.
⑧ 해탈한 마음을 해탈한 마음이라 알아차린다. 해탈하지 않은 마음을 해탈하지 않은 마음이라 알아차린다.

 — 각묵스님 옮김(2015) 《디가 니까야》 제2권 제22경 〈대념처경〉 초기불전연구원. pp.512~513. 편집자가 용어 일부 변경

### 14. 고요한 마음이 없음에 대한 알아차림
비구들이여, 어떻게 비구가 마음에서 마음을 관찰하며[心隨觀] 머무는가? 비구들이여, 여기 비구는 
① 탐욕이 있는 마음을 탐욕이 있는 마음이라 알아차린다. 탐욕을 여읜 마음을 탐욕이 없는 마음이라 알아차린다.
② 성냄이 있는 마음을 성냄이 있는 마음이라 알아차린다. 성냄을 여읜 마음을 성냄이 없는 마음이라 알아차린다.
③ 미혹이 있는 마음을 미혹이 있는 마음이라 알아차린다. 미혹을 여읜 마음을 미혹이 없는 마음이라 알아차린다.
④ 위축된 마음을 위축된 마음이라 알아차린다. 산란한 마음을 산란한 마음이라 알아차린다.
⑤ 고귀한 마음을 고귀한 마음이라 알아차린다. 고귀하지 않은 마음을 고귀하지 않은 마음이라 알아차린다.
⑥ [아직도] 위가 남아 있는 마음을 [아직도] 위가 남아 있는 마음이라 알아차린다. [더 이상] 위가 없는[無上心] 마음을 [더 이상] 위가 없는 마음이라 알아차린다.
⑦ 삼매에 든 마음을 삼매에 든 마음이라 알아차린다. 삼매에 들지 않은 마음을 삼매에 들지 않은 마음이라 알아차린다.
⑧ 해탈한 마음을 해탈한 마음이라 알아차린다. 해탈하지 않은 마음을 해탈하지 않은 마음이라 알아차린다.

 — 각묵스님 옮김(2015) 《디가 니까야》 제2권 제22경 〈대념처경〉 초기불전연구원. pp.512~513. 편집자가 용어 일부 변경

### 15. 해탈한 마음이 있음에 대한 알아차림
비구들이여, 어떻게 비구가 마음에서 마음을 관찰하며[心隨觀] 머무는가? 비구들이여, 여기 비구는 
① 탐욕이 있는 마음을 탐욕이 있는 마음이라 알아차린다. 탐욕을 여읜 마음을 탐욕이 없는 마음이라 알아차린다.
② 성냄이 있는 마음을 성냄이 있는 마음이라 알아차린다. 성냄을 여읜 마음을 성냄이 없는 마음이라 알아차린다.
③ 미혹이 있는 마음을 미혹이 있는 마음이라 알아차린다. 미혹을 여읜 마음을 미혹이 없는 마음이라 알아차린다.
④ 위축된 마음을 위축된 마음이라 알아차린다. 산란한 마음을 산란한 마음이라 알아차린다.
⑤ 고귀한 마음을 고귀한 마음이라 알아차린다. 고귀하지 않은 마음을 고귀하지 않은 마음이라 알아차린다.
⑥ [아직도] 위가 남아 있는 마음을 [아직도] 위가 남아 있는 마음이라 알아차린다. [더 이상] 위가 없는[無上心] 마음을 [더 이상] 위가 없는 마음이라 알아차린다.
⑦ 삼매에 든 마음을 삼매에 든 마음이라 알아차린다. 삼매에 들지 않은 마음을 삼매에 들지 않은 마음이라 알아차린다.
⑧ 해탈한 마음을 해탈한 마음이라 알아차린다. 해탈하지 않은 마음을 해탈하지 않은 마음이라 알아차린다.

 — 각묵스님 옮김(2015) 《디가 니까야》 제2권 제22경 〈대념처경〉 초기불전연구원. pp.512~513. 편집자가 용어 일부 변경

### 16. 해탈한 마음이 없음에 대한 알아차림
비구들이여, 어떻게 비구가 마음에서 마음을 관찰하며[心隨觀] 머무는가? 비구들이여, 여기 비구는 
① 탐욕이 있는 마음을 탐욕이 있는 마음이라 알아차린다. 탐욕을 여읜 마음을 탐욕이 없는 마음이라 알아차린다.
② 성냄이 있는 마음을 성냄이 있는 마음이라 알아차린다. 성냄을 여읜 마음을 성냄이 없는 마음이라 알아차린다.
③ 미혹이 있는 마음을 미혹이 있는 마음이라 알아차린다. 미혹을 여읜 마음을 미혹이 없는 마음이라 알아차린다.
④ 위축된 마음을 위축된 마음이라 알아차린다. 산란한 마음을 산란한 마음이라 알아차린다.
⑤ 고귀한 마음을 고귀한 마음이라 알아차린다. 고귀하지 않은 마음을 고귀하지 않은 마음이라 알아차린다.
⑥ [아직도] 위가 남아 있는 마음을 [아직도] 위가 남아 있는 마음이라 알아차린다. [더 이상] 위가 없는[無上心] 마음을 [더 이상] 위가 없는 마음이라 알아차린다.
⑦ 삼매에 든 마음을 삼매에 든 마음이라 알아차린다. 삼매에 들지 않은 마음을 삼매에 들지 않은 마음이라 알아차린다.
⑧ 해탈한 마음을 해탈한 마음이라 알아차린다. 해탈하지 않은 마음을 해탈하지 않은 마음이라 알아차린다.

 — 각묵스님 옮김(2015) 《디가 니까야》 제2권 제22경 〈대념처경〉 초기불전연구원. pp.512~513. 편집자가 용어 일부 변경